# New Grove
New Grove – miasto na Mauritiusie, w dystrykcie Grand Port. Według danych szacunkowych na rok 2008 liczy 9 916 mieszkańców..